# کشتار دانشگاه ویرجینیا تک
کشتار دانشگاه ویرجینیا تک (به انگلیسی: Virginia Tech massacre) به دو حمله جداگانه‌ای گفته می‌شود که به فاصله دو ساعت در روز ۱۶ آوریل ۲۰۰۷ در دانشگاه ویرجینیا تک در بلکسبرگ، ویرجینیا، آمریکا رخ داد.
سئونگ هوی چو قبل از خودکشی ۳۲ نفر را به قتل رساند و بسیاری دیگر را مجروح ساخت. این واقعه مرگبارترین کشتار یک‌نفره به وسیلهٔ تفنگ در تاریخ آمریکا به حساب می‌آید.
در ۱۶ آوریل ۲۰۰۷، دانشجو ویرجینیا سونگ-هوی چو ۳۲ عضو هیئت علمی و دانشجویان را به ضرب گلوله کشته و ۱۷ نفر دیگر را در دو مکان در دانشگاه زخمی کرد قبل از این که خود را بکشد در حالی که پلیس درهای نوریس هال را که چو قبل از شروع قتل‌عام خود بسته بود، زیر پا گذاشت. این قتل‌عام، مرگبارترین تیراندازی دسته جمعی در دانشگاه‌ها است، که از عصبانیت چارلز ویتمن در دانشگاه تگزاس در سال ۱۹۶۶ پیشی گرفت. اگرچه در آن زمان مرگبارترین تیراندازی دسته جمعی توسط یک فرد مسلح در تاریخ ایالات متحده بود، اما از آن زمان با دو مورد پیشی گرفته شده‌است. تیراندازی در یک کلوپ شبانه اورلاندو و یک جشنواره موسیقی در فضای باز در لاس وگاس. این دومین قتل‌عام مدرسه ای در تاریخ ایالات متحده است که فقط از بمب‌گذاری در مدرسه حمام در سال ۱۹۲۷ که منجر به کشته شدن ۴۴ نفر شد، فراتر نرفت.
کشتار ویرجینیا تک منجر به بحث و جدال سراسری در مورد حقوق اسلحه، ایمنی اسلحه و کارایی مناطق آزاد اسلحه شد. این تیراندازی دسته جمعی، بسیاری از ایالت‌ها را بر آن داشت تا قوانینی را منع کنند که کالج‌ها و دانشگاه‌های عمومی را از تحریم سلاح‌های مخفی در دانشگاه برای دارندگان مجوز منع کند. در سال ۲۰۱۳، حداقل نوزده ایالت قوانینی را برای اجازه حمل مخفی در دانشگاه به نوعی وضع کردند و در جلسه قانون گذاری سال ۲۰۱۴، حداقل چهارده ایالت قانون مشابهی را وضع کردند. تنسی در سال ۲۰۱۶ لایحه ای را تصویب کرد که به اعضای هیئت علمی اجازه می‌داد پس از اطلاع به نیروی انتظامی محلی، اسلحه‌های دستی در دانشگاه حمل کنند. در سال ۲۰۱۵، تگزاس هشتمین ایالت مجاز سلاح‌های مخفی در دانشگاه‌ها شد. در دسامبر ۲۰۱۶، فرماندار جان کاسیچ لایحه قانونی را امضا کرد که ممنوعیت اسلحه گرم در دانشگاه‌های اوهایو را در دانشگاه لغو کرد و این تصمیم را به عهده مؤسسات منفرد گذاشت. در سال ۲۰۱۷ جورجیا دهمین ایالت شد که کالج‌ها و دانشگاه‌ها را از تحریم سلاح‌های مخفی در دانشگاه منع می‌کند. اگرچه قانون ویرجینیا به مؤسسات فردی اجازه می‌دهد تا در مورد اجازه سلاح‌های مخفی در دانشگاه تصمیم بگیرند، ویرجینیا تک همچنان دارندگان مجوز حمل پنهان را از حمل اسلحه در دانشگاه منع می‌کند.